# Kazimierz Surowiec
Kazimierz Surowiec (ur. 1949 w Zaczerniu) – polski polityk i nauczyciel akademicki, wojewoda rzeszowski (1994–1997), wicewojewoda podkarpacki (2001–2003).

## Życiorys
Kazimierz Surowiec urodził się w 1949 w Zaczerniu. Ukończył studia w Wyższej Szkole Pedagogicznej w Rzeszowie. W 1982 uzyskał stopień doktora nauk filologicznych w Wyższej Szkole Pedagogicznej w Krakowie. Uzyskał także dyplom wykwalifikowanego rolnika. Specjalizuje się w zakresie literaturoznawstwa. Od 1972 był zatrudniony jako nauczyciel akademicki w WSP w Rzeszowie, która w 2001 została przekształcona w Uniwersytet Rzeszowski. Był m.in. zastępcą dyrektora Instytutu Filologii Polskiej i prodziekanem Wydziału Filologicznego tej uczelni. Zatrudniony był również w Wyższej Szkole Społeczno-Gospodarczej w Tyczynie, gdzie prowadził seminaria licencjackie z zakresu m.in. public relations oraz pełnił funkcję prorektora.
Przez cztery lata był członkiem redakcji „Wiadomości Małopolskich” i „Wiadomości Podkarpackich”, w których publikował artykuły na tematy społeczno-polityczne. Jest autorem książek, rozpraw i artykułów naukowych.
W 1970 wstąpił do ZSL, od 1990 działacz PSL. 9 lutego 1994 został powołany na stanowisko wojewody rzeszowskiego, który to urząd sprawował do 12 grudnia 1997. W latach 1998–2001 zasiadał w radzie programowej Polskiego Radia w Warszawie. W 2001 był zatrudniony rzeszowskim oddziale Telewizji Polskiej. W latach 2001–2003 pełnił funkcję wicewojewody podkarpackiego.
W 1997 otrzymał Krzyż Kawalerski Orderu Odrodzenia Polski.